# Club Ciudad de Bolívar
O Club Ciudad de Bolívar, também conhecido como Personal Bolívar,  é um time de argentino de voleibol masculino da cidade de San Carlos de Bolívar. Atualmente disputa a Liga A1 Argentina.

## Resultados obtidos nas principais competições

### Títulos conquistados
- Campeonato Argentino (8 vezes): 2002-03, 2003-04, 2006-07, 2007-08, 2008-09, 2009-10, 2016-17 e 2018-19
- Copa ACLAV (5 vezes): 2006-07, 2007-08, 2008-09, 2009-10, 2014-15
- Torneio Super 8: 2009
- Campeonato Sul-Americano: 2010

## Elenco
Relacionados para a disputa da Liga A1 2012/2013: 